# Oswald Heer
Pour les articles homonymes, voir Heer.
Oswald Heer (31 août 1809-27 septembre 1883), est un géologue et naturaliste suisse.

## Biographie
Il naît à Niederuzwil dans le canton de Saint-Gall. Il reçoit une éducation religieuse et entre dans les ordres, puis il obtient son doctorat en philosophie et en médecine. Il s'intéresse tôt à l'entomologie et plus tard à l'étude des plantes. Il est un des pionniers de la paléobotanique, sujet sur lequel il se distingue par ses recherches sur la flore du Miocène.
En 1851 il devient professeur de botanique à l'université de Zurich et s'oriente vers l'étude des plantes et les insectes du Tertiaire en Suisse. Il publie à cette époque le Schweizerische Zeitschrift für Land und Gartenbau avec Eduard von Regel. En 1863, avec William Pengelly (1812-1894) il étudie les restes fossiles de plantes des dépôts de lignites de Bovey Tracey dans le Devonshire, les considérant comme faisant partie du Miocène. Ils sont classés de nos jours dans l'Éocène.
Heer a aussi écrit sur la flore du Miocène des régions arctiques, sur les plantes trouvées dans les lignites de Dürten près du lac de Zurich, et sur les céréales de certains sites lacustres (Die Pflanzen der Pfahlbauten, 1866).
Durant une grande partie de sa carrière il est gêné par des ressources faibles et par sa mauvaise santé mais ses services à la science ont été reconnus par la Geological Society of London qui le récompense par la médaille Wollaston en 1874. Il est également lauréat de la Royal Medal en 1877. Il meurt à Lausanne le 27 septembre 1883.

## Liste partielle des publications
- Flora Tertiaria Helvetiae 3 volumes 1855-1859
- Die Urwelt der Schweiz 1865
- Flora fossilis Arctica 1868-1883

## Source
- (en) « Oswald Heer », dans Encyclopædia Britannica [détail de l’édition], 1911 (lire sur Wikisource).